# Егоровский, Александр Александрович
Александр Александрович Егоровский (12 июня 1909, Ростов-на-Дону, область Войска Донского — 8 октября 1974, Свердловск) — советский военный деятель, генерал-полковник (1966). Член ВКП(б) с 1932 г.
Окончил Артиллерийскую академию РККА им. Д. Э. Дзержинского (1937), Высшую военную академию им. К. Е. Ворошилова (1949), ВАК при ВАГШ (1968).

## Биография
После окончания школы работал шофёром на заводе «Ростсельмаш». 11 ноября 1931 года был призван на военную службу в РККА. В 1937 году был уволен из Красной Армии, в 1941 году восстановлен в ней.
Принимал участие в Великой Отечественной войне с октября 1941 года. К лету 1944 года служил в должности начальника оперативного отделения штаба бронетанковых и механизированных войск 1-го Прибалтийского фронта. С осени 1944 года в звании полковника командовал 64-м гвардейским танковым полком прорыва 3-го гвардейского механизированного корпуса на 1-м Прибалтийском фронте и Ленинградском фронте. Был тяжело ранен 25 января 1945 года.
В послевоенное время находился на ряде командных должностей. С лета 1945 года командовал 207-й самоходной артиллерийской Ленинградской Краснознамённой ордена Суворова бригадой. С февраля 1950 года командовал 3-й гвардейской механизированной дивизией в Приморском военном округе. С октября 1955 года командовал 65-м стрелковым корпусом (с 30.10.1955 по 22.06.1956). С июня 1956 года — командир 7-го стрелкового корпуса.
С августа 1957 года служил начальником штаба 15-й армии Дальневосточного военного округа. С 16 апреля 1958 по 23 сентября 1960 года — командующий 5-й общевойсковой армией Дальневосточного военного округа.
С 24 сентября 1960 года был первым заместителем командующего, а с 6 октября 1965 по 30 апреля 1970 года командующим войсками Уральского военного округа. С июня 1970 года — в отставке.
Наряду с военной, принимал участие в общественно-партийной жизни. В 1966—1970 годах избирался депутатом Верховного Совета СССР VII созыва, избирался депутатом Свердловского областного Совета депутатов трудящихся, членом бюро Свердловского обкома КПСС, был делегатом XXIII съезда КПСС.
Умер 8 октября 1974 года в Свердловске, похоронен на Широкореченском кладбище города.

## Воинские звания
- полковник (25.09.1944);
- генерал-майор танковых войск (03.08.1953);
- генерал-лейтенант танковых войск (25.05.1959)[4];
- генерал-полковник (07.05.1966)[5]

## Награды
- четыре ордена Красного Знамени (20.07.1944[7], 07.06.1945[8], 21.08.1953[9], 22.02.1968[9]);
- орден Отечественной войны I степени (27.01.1945)[10];
- орден Красной Звезды (30.04.1947)[9];
- медаль «За боевые заслуги» (03.11.1944)[11];
- медаль «За оборону Кавказа» (01.05.1944)[9];
- медаль «За победу над Германией в Великой Отечественной войне 1941—1945 гг.» (28.09.1945)[12];
- юбилейная медаль «Двадцать лет Победы в Великой Отечественной войне 1941—1945 гг.» (1965);
- медаль «За победу над Японией» (03.09.1945)[9];
- юбилейная медаль «30 лет Советской Армии и Флота» (1948);
- юбилейная медаль «40 лет Вооружённых Сил СССР» (1958);
- юбилейная медаль «50 лет Вооружённых Сил СССР» (1967)

## Публикации
- Коллектив авторов. История Уральского военного округа / под ред. А. А. Егоровского, И. В. Тутаринова и др. — 1. — М.: Воениздат, 1970. — 352 с. — 11 500 экз.

## Отзывы современников
Еще до приезда на Урал я слышал о том, что командующий войсками округа генерал-полковник А. А. Егоровский — человек очень суровый, требовательный, в вопросах службы сущий педант.
Мое личное знакомство с ним как будто подтвердило это мнение: у командующего были какие-то срочные дела, поэтому принял он меня накоротке, вполне определенно дал понять, что ценить меня будет по моим служебным успехам. … Впоследствии мне многократно пришлось встречаться с Александром Александровичем Егоровским. И каждый раз я убеждался в том, что имею дело с военачальником, обладающим глубокими военными знаниями и богатым практическим опытом. Отнюдь не правыми оказались те, кто сетовал на его суровость. Просто он терпеть не мог показного, наигранного. Вся его деятельность была пронизана творчеством, поиском нового, неизведанного.— А. В. Казарьян